# Kenji Nakada
Kenji Nakada (jap. 仲田 建二, Nakada Kenji; * 4. Oktober 1973 in der Präfektur Yamanashi) ist ein japanischer Fußballtrainer und ehemaliger Fußballspieler.

## Karriere

### Spieler
Nakada erlernte das Fußballspielen in der Schulmannschaft der Nirasaki High School und der Universitätsmannschaft der Aoyama-Gakuin-Universität. Seinen ersten Vertrag unterschrieb er 1996 bei Ventforet Kofu. Der Verein spielte in der zweithöchsten Liga des Landes, der Japan Football League. Für den Verein absolvierte er 228 Spiele. Ende 2005 beendete er seine Karriere als Fußballspieler.

### Trainer
Nakada begann seine Trainerlaufbahn am 1. Februar 2007 als Jugendtrainer bei Ventforet Kofu in Kōfu. Hier trainierte er die U18-Mannschaft. Direkt im Anschluss wurde er am 1. Mai 2009 Co-Trainer der ersten Mannschaft. Die erste Mannschaft spielte in der zweiten Liga. Ende Januar 2010 verließ er den Verein. Von Februar 2013 bis Januar 2018 trainierte er die Universitätsmannschaft der Yamanashi Gakuin University. 2018 wechselte er wieder in die zweite Liga, wo er Co-Trainer bei Mito Hollyhock in Mito wurde. Nach zwei Jahren unterschrieb er am 1. Februar 2020 einen Vertrag als Co-Trainer beim Drittligisten FC Gifu. Hier übernahm er am 20. September 2020 das Amt des Cheftrainers. Das Amt hatte er bis Saisonende inne. Im Februar 2021 wurde er wieder Co-Trainer. Zur Saison 2022 unterschrieb er in Yokohama einen Vertrag als Cheftrainer beim Drittligisten YSCC Yokohama.